# L'Empreinte du passé (roman)
Pour les articles homonymes, voir L'Empreinte du passé.
L'Empreinte du passé (Out of the Past) est un roman policier de l'écrivaine britannique Patricia Wentworth paru en 1953.  Il s'agit d'un titre de la série policière ayant pour héroïne Miss Maud Silver.
La traduction de ce roman, signée Patrick Berthon, est d'abord publiée en France aux éditions Seghers en 1980 sous le titre Le Manoir sur la falaise, puis reprise sous le titre actuel aux éditions 10/18 dans la collection Grands Détectives en 1994.

## Résumé
Gouvernante dans une maison perchée sur une falaise, Miss Silver doit affronter toute une famille, dont chaque membre est tour à tour soupçonné du meurtre qui advient après l'arrivée inattendue et soudaine d'Alan Field.